# Georg Wipler
Georg Wipler (geboren am 4. Mai 1912 in Kattowitz; gestorben nach 1992) war ein deutscher Politiker (CDU) der DDR.

## Leben
Georg Wipler wurde als Sohn eines Handwerkers in Kattowitz geboren. Nach dem Besuch der Volks- und Mittelschule absolvierte er von 1927 bis 1930 eine kaufmännische Lehre. Von 1930 bis 1939 arbeitete er als Ein- und Verkäufer sowie als Abteilungsleiter. Von 1939 bis 1940 war er selbständiger Kaufmann in Kattowitz. Am 1. Dezember 1940 wurde er in die NSDAP aufgenommen (Mitgliedsnummer 7.854.423). Während des Zweiten Weltkrieges leistete er  Kriegsdienst in der Wehrmacht, zuletzt als Obergefreiter.
Nach seiner Entlassung aus der Kriegsgefangenschaft ging er in die Sowjetische Besatzungszone und arbeitete von 1947 bis 1949 als Angestellter. Er wurde 1949 Mitglied der CDU und 1950 Kreissekretär der CDU in Burg, dann dort Kreisvorsitzender der CDU. Bereits am 5. September 1950 war Wipler GI der Stasi unter dem Namen „Graf“. 1951 wurde er zum stellvertretenden Landrat in Burg bestellt und 1952 zum stellvertretenden Vorsitzenden des Rates des Kreises Burg. Von 1952 bis 1959 war er Abgeordneter des Bezirkstages Magdeburg und von 1953 bis 1959 stellvertretender Vorsitzender des CDU-Bezirksverbandes Magdeburg. Ab 1960 fungierte er zunächst als stellvertretender Vorsitzender und von Mai 1960 bis September 1968 als Vorsitzender des Bezirksverbandes Gera der CDU. Von 1960 bis 1972 gehörte er dem CDU-Hauptvorstand als Nachfolgekandidat an. Ab 1960 war er auch Vorsitzender der Arbeitsgruppe „Christliche Kreise“ beim Bezirksausschuss Gera der Nationalen Front und ab Oktober 1963 Abgeordneter des Bezirkstages Gera. Nach seiner Ablösung als Bezirksvorsitzender wurde er 1968 Mitarbeiter des Sekretariats des Hauptvorstandes der CDU.
Von 1969 bis 1977 war er Sekretär des Arbeitsausschusses der Berliner Konferenz katholischer Christen aus europäischen Staaten. Anschließend ging er in Rente, war aber weiterhin als ehrenamtlicher Vorsitzender der Berliner CDU-Ortsgruppe Pankow-Nord tätig. Außerdem betätigte er sich bis 1990 als Nachlasspfleger. Wipler lebte zuletzt in Berlin-Pankow.

## Ehrungen
- 1955 Ehrennadel der Nationalen Front
- 1959 Ernst-Moritz-Arndt-Medaille
- 1962 Otto-Nuschke-Ehrenzeichen
- 1962 Vaterländischer Verdienstorden in Bronze und 1977 in Silber
- Ehrennadel der Gesellschaft für Deutsch-Sowjetische Freundschaft in Silber
- Verdienstmedaille der DDR

## Archivalien
- Archiv für christliche demokratische Politik der Konrad-Adenauer-Stiftung. 03-045 Bezirksverband Gera (PDF-Datei)